# Afroarabiella
Afroarabiella is een geslacht van vlinders uit de familie van de Houtboorders (Cossidae). De wetenschappelijke naam en de beschrijving van dit geslacht zijn voor het eerst gepubliceerd in 2008 door Roman Viktorovitsj Jakovlev.

## Soorten
- A. buchanani (Rothschild, 1921)
- A. fanti (Hampson, 1910)
- A. karischi Mey, 2017
- A. meyi Yakovlev, 2008
- A. ochracea (Gaede, 1929)
- A. poliopterus (Clench, 1959)
- A. politzari Yakovlev, 2008
- A. strohlei Yakovlev & Witt, 2016
- A. sulaki Yakovlev & Witt, 2016
- A. tahamae (Wiltshire, 1949)
- A. tanzaniae Yakovlev, 2011
- A. ukambani Yakovlev, 2008